# Lots Road Power Station
 (avril 2020).
Lots Road Power Station est une centrale au charbon - et plus tard au gaz - désaffectée située sur la Tamise à Lots Road, dans le quartier de Chelsea, à Londres, au sud-ouest du Royal Borough de Kensington et Chelsea. La station fournissait de l'électricité au métro de Londres. Elle est parfois appelée à tort Fulham Power Station, un nom correctement appliqué à une autre ancienne station située à un mile en amont.

## Histoire
Une centrale électrique à Lots Road était initialement prévue par le Brompton and Piccadilly Circus Railway (qui fait maintenant partie de la ligne Piccadilly) en 1897  . À peu près à la même époque, le Metropolitan Railway a construit sa centrale électrique à Neasden. 

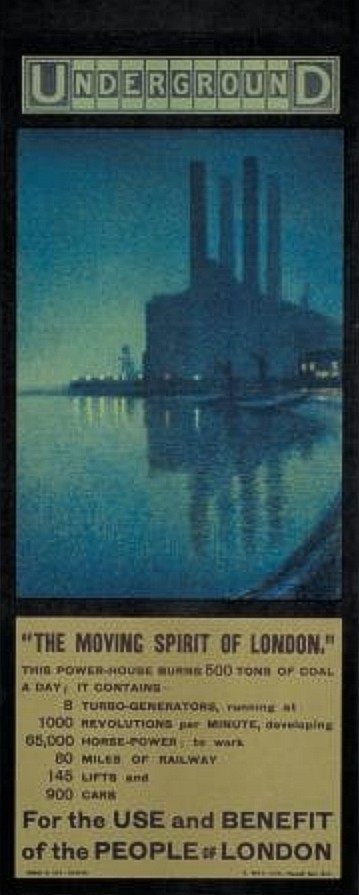
Centrale électrique de Lots Road dans une affiche de 1910

La station a été construite à l'extrémité de la Tamise, sur la rive nord du courant de Chelsea Creek. La construction a commencé en 1902 et s'est terminée en décembre 1904, la station devenant opérationnelle en février 1905 . La station brûlait 700 tonnes de charbon par jour et avait une capacité de production de 50 000 kW  ; à l'époque, il s'agissait de la plus grande centrale électrique jamais construite, et elle a finalement alimenté la plupart des chemins de fer et des tramways de l'Underground Group. 
La station a été rééquipée et améliorée à plusieurs reprises. La modernisation entreprise dans les années 1960 a converti la centrale en production de la combustion du charbon au fioul lourd. Le nombre de cheminées est passé de quatre à deux à l'origine. Entre 1974 et 1977, avec la découverte de gaz naturel dans la mer du Nord, les chaudières ont été converties au gaz, avec l'option de mazout si nécessaire. La station a ensuite travaillé en collaboration avec l'ancienne centrale électrique du London County Council Tramways à Greenwich pour alimenter le réseau du métro de Londres. 
En juillet 1992  il a été décidé de ne pas rééquiper Lots Road; elle devait plutôt continuer à fonctionner jusqu'à l'expiration de sa durée de vie. Elle a finalement été arrêtée le 21 octobre 2002  et depuis lors, toute l'alimentation du système de métro a été fournie par le réseau national . 

## Réaménagement
La société immobilière qui a acheté le site souhaitait convertir la gare en commerces, restaurants et appartements, et construire des bâtiments supplémentaires, dont deux gratte-ciel, sur le terrain vacant attenant. Le projet a été retardé parce que le conseil de Kensington et Chelsea a refusé le permis de construire pour l'une des tours. L'autre, Lots Road South Tower, en fait la plus haute des deux, a été autorisée par Hammersmith et Fulham Council, mais le développeur n'était pas disposé à procéder sans autorisation pour les deux tours. Le 30 janvier 2006, le secrétaire d'État a accordé un permis de construire pour le développement  . En 2007, le développeur espérait achever le projet d'ici 2013  mais a été retardé par le ralentissement économique. 
Le 13 septembre 2010, Thames Water a annoncé la construction de son super égout Thames Tideway. L'un de leurs sites d'accès privilégiés - Cremorne Wharf Foreshore - jouxte le site de développement proposé de Lots Road. La période de consultation s'est terminée à l'automne 2010 . 

Le 26 septembre 2013, le promoteur Hutchison Whampoa Properties a inauguré le site de huit acres en le rebaptisant «Chelsea Waterfront», le maire de Londres Boris Johnson s'exprimant lors de la cérémonie. Le projet de un milliard de dollars sera «le plus grand développement riverain sur la rive nord [de la Tamise] depuis plus de 100 ans» et créera 706 logements. De nouveaux détails de planification et de conception ont été conçus entre 2010 et 2012. La construction de la première phase (100 appartements) a été achevée en 2015/16, et la deuxième phase, qui comprend la centrale elle-même, a été achevée en 2017/18. 

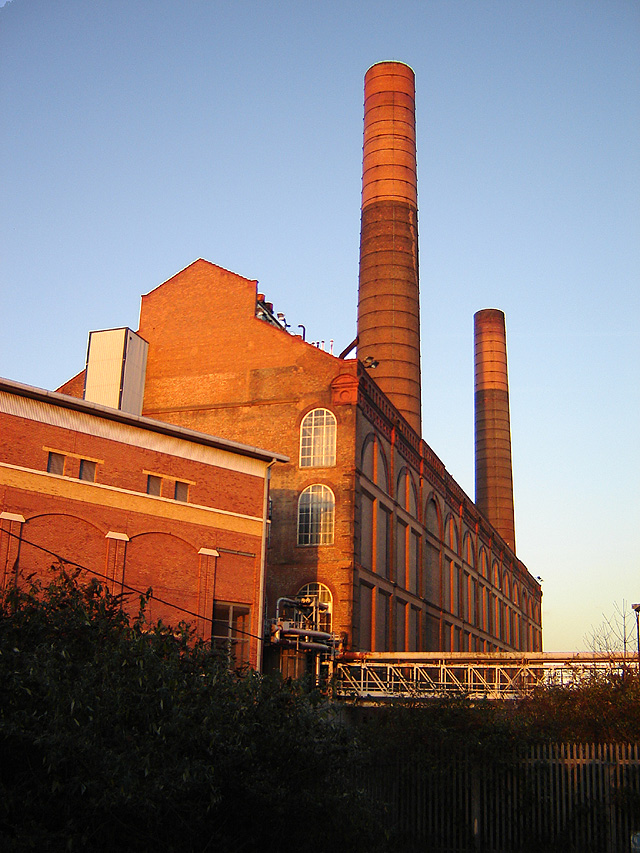
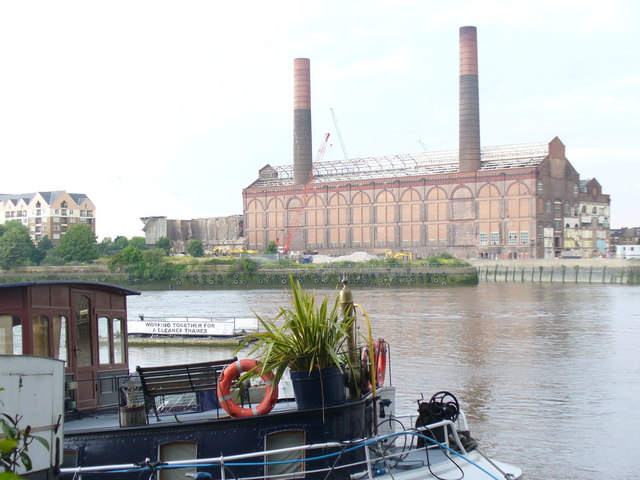
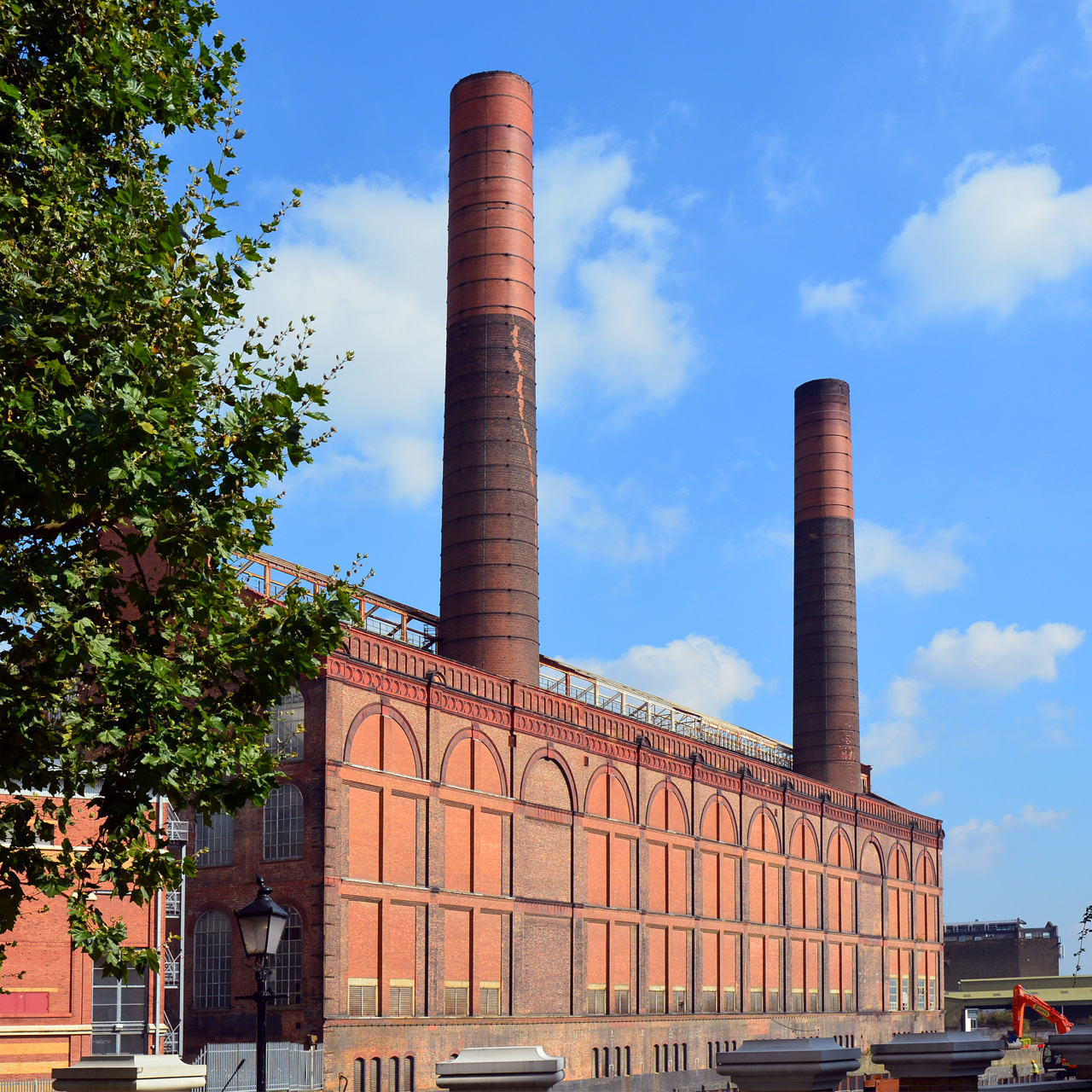
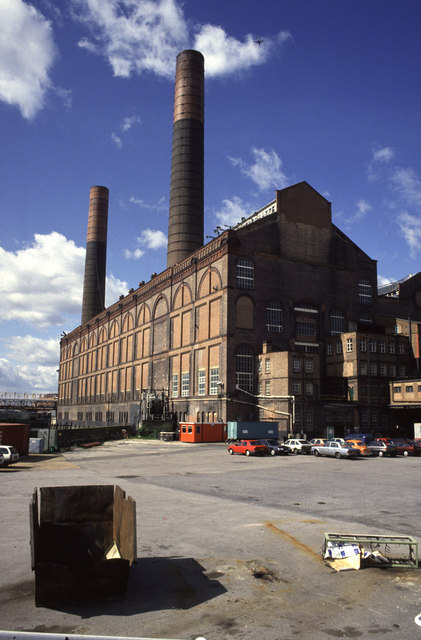